# Johann Weber (Bischof)

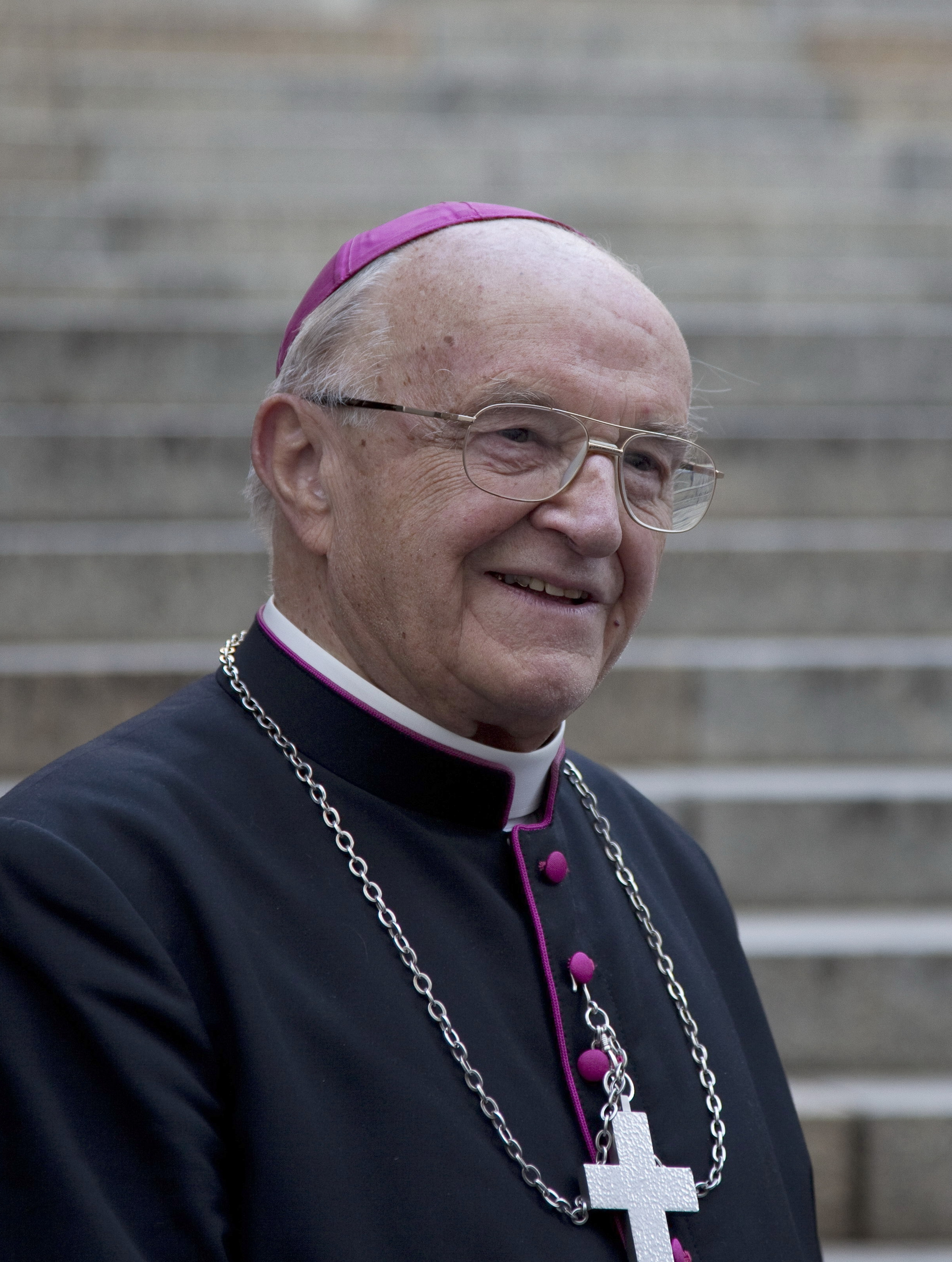
Bischof Johann Weber (2009)

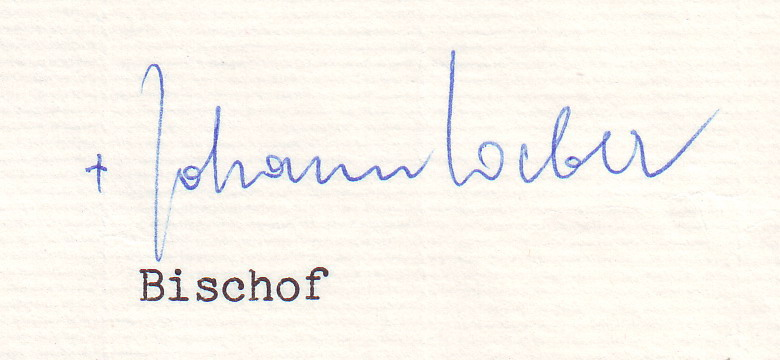
Unterschrift Bischof Johann Weber

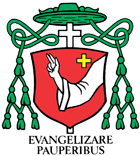
Wappen Bischof Johann Weber

Johann Weber (* 26. April 1927 in Graz, Steiermark; † 23. Mai 2020 ebenda) war ein österreichischer römisch-katholischer Geistlicher und der 56. Diözesanbischof der Diözese Graz-Seckau. Von 1995 bis 1998 war er Vorsitzender der Österreichischen Bischofskonferenz.

## Leben und Wirken

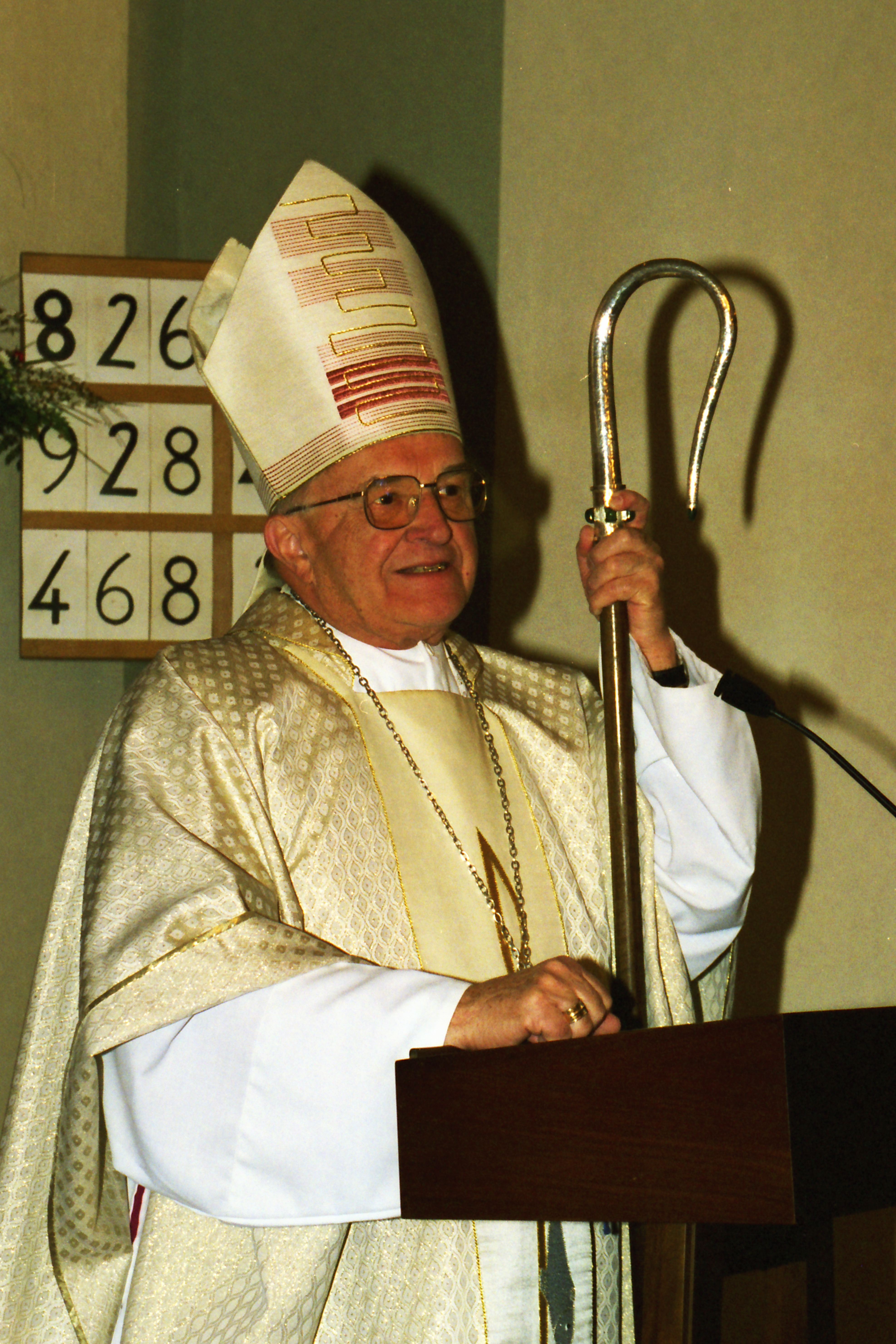
Bischof Johann Weber (1998)

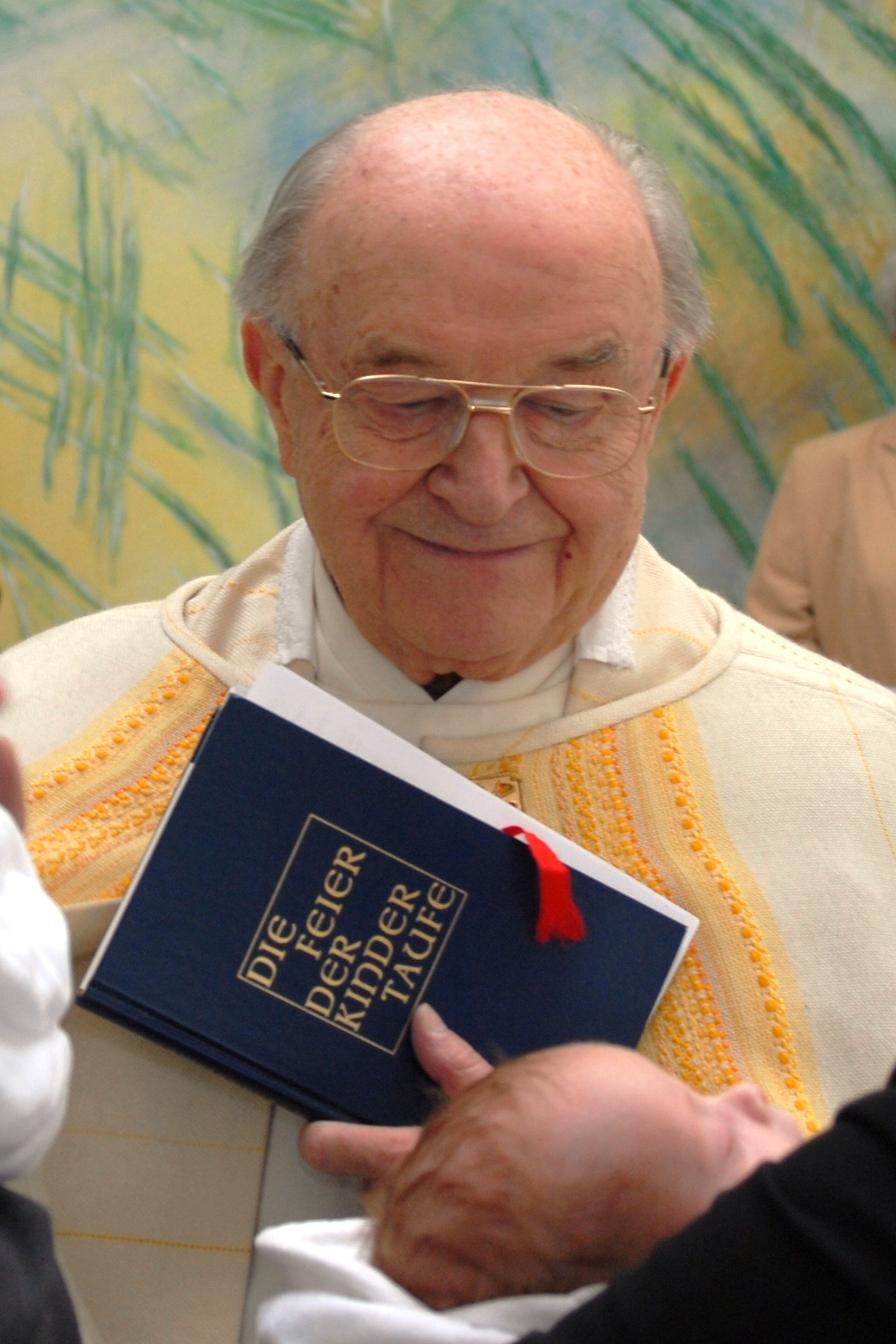
Bischof Johann Weber (2008)

Der Vater von Johann Weber war Gendarmerie-Inspektor. 1937/38 besuchte Weber das Bischöfliche Knabenseminar und nach dessen Auflösung ab 1938 das Akademische Gymnasium in Graz. Er wurde, wie viele andere seiner Generation, im Jahr 1943 nach der 6. Klasse zur Wehrmacht eingezogen und bekam 1945 die absolvierte Reifeprüfung per Dekret zuerkannt. 1945 begann er mit dem Studium der Germanistik, Geschichte und Geographie an der Universität Graz (heute Karl-Franzens-Universität Graz) und wechselte 1946 zum Theologiestudium. Am 2. Juli 1950 wurde er zum Priester geweiht, war dann Kaplan in Kapfenberg und ab 1953 Kaplan in Köflach. 1956 wurde er Diözesanseelsorger der Katholischen Arbeiterjugend und 1962 Stadtpfarrer von Graz-St. Andrä. Sein Einsatz für die Armen und Bedürftigen zeichnete sein Wirken in diesen Jahren aus. Beispielhaft dafür war die Errichtung des Heimes der offenen Tür, eines Hauses für in Not geratene Schwangere.
Am 10. Juni 1969 wurde er durch Papst Paul VI. zum Bischof der Diözese Graz-Seckau ernannt. Sein Wahlspruch lautete Evangelizare pauperibus (Den Armen die frohe Botschaft bringen, Lk 4,18 ). Am 28. September 1969 spendete ihm der Salzburger Erzbischof Andreas Rohracher die Bischofsweihe. Mitkonsekratoren waren der Titularerzbischof von Monteverde Josef Schoiswohl, Webers Vorgänger als steirischer Diözesanbischof, und der Diözesanbischof der Diözese Gurk-Klagenfurt Joseph Köstner. Nach der Weihe wurde Weber von den Gläubigen im Grazer Dom mit Händeklatschen beglückwünscht, was damals in Österreich nicht üblich war.
Er begann sehr rasch, die Beschlüsse des Zweiten Vatikanischen Konzils zu verwirklichen. Bereits 1969 richtete er in seiner Diözese Pfarrgemeinderäte und 1970 einen Diözesanrat ein. Er vergab 1970 erstmals an einen Laientheologen (eine Person mit vollständig abgeschlossener theologischer Ausbildung, jedoch ohne Ordination zum geistlichen Amt) die Stelle eines Pastoralassistenten und setzte 1971 zum ersten Mal Ordensfrauen zur „geschäftsführenden“ Leitung einer priesterlosen Pfarre ein. 1975 ließ er verheiratete Männer zu ständigen Diakonen weihen. Das Prinzip des Dreischrittes Sehen – urteilen – handeln von Joseph Kardinal Cardijn, des Begründers der internationalen Christlichen Arbeiterjugend (CAJ), dem auch die Pastoralkonstitution Gaudium et spes des Zweiten Vatikanischen Konzils folgte, leitete das Wirken Bischof Webers, der der Katholischen Aktion immer besonders verbunden war.
1981 fand auf Webers Initiative hin der Steirische Katholikentag als Fest der Brüderlichkeit statt. Am 13. September 1983 besuchte Papst Johannes Paul II. im Rahmen des Österreichischen Katholikentages, der unter dem Motto Hoffnung leben – Hoffnung geben stand, den Marienwallfahrtsort Mariazell, der in der Diözese Graz-Seckau liegt. Weitere Höhepunkte in Webers bischöflichem Wirken waren 1993 der ebenso auf ihn zurückgehende ökumenische Tag der Steiermark, an dem unter anderem alle im Ökumenischen Rat der Kirchen der Steiermark vertretenen Religionsgemeinschaften beteiligt waren, 1996 die Wallfahrt der Vielfalt und 1997 die Zweite Europäische Ökumenische Versammlung in Graz. In seine Ära fällt auch die Errichtung des Kulturzentrums bei den Minoriten, des Welthauses in Graz und der Telefonseelsorge (1974) in der Diözese Graz-Seckau.
Nachdem im Frühjahr 1995 Vorwürfe aufgetaucht waren, dass Kardinal Hans Hermann Groër einen ehemaligen Schüler sexuell missbraucht habe, wollte Weber diese Anschuldigungen durch einen „Weisenrat“ prüfen lassen. Er konnte sich mit dieser Idee nicht durchsetzen, löste aber am 6. April 1995 Groër als Vorsitzenden der Österreichischen Bischofskonferenz ab und blieb dies bis zum 30. Juni 1998. Danach war er stellvertretender Vorsitzender.
Viele Forderungen des 1995 durchgeführten Kirchenvolks-Begehrens lehnte er ab, sah darin aber einen Anstoß für die Kirche, „nicht sitzenzubleiben“, und regte auch den „Dialog für Österreich“ an, der im Oktober 1998 in Salzburg stattfand.
Weber war 1996 beim Gründungstreffen der klandestinen St. Gallen Gruppe (lt. dem in der Gruppe führenden Kardinal Danneels intern "St. Gallen Mafia" genannt) dabei, deren Mitgliedern wesentlich auf die Wahl von Papst Franziskus hingearbeitet haben sollen. Es ist nicht bekannt, bis wann Weber an diesen Treffen teilnahm.
2001 legte er die Leitung seiner Diözese aus gesundheitlichen Gründen nieder. Sein Nachfolger als Diözesanbischof war Egon Kapellari, der die Diözese bis 2015 leitete. Bischof Weber fungierte bei der Weihe von Bischof Wilhelm Krautwaschl als Nachfolger für Bischof Kapellari am 14. Juni 2015 im Grazer Dom neben dem Hauptkonsekrator Erzbischof Franz Lackner OFM als Mitkonsekrator.
Bischof Weber war bis Weihnachten 2018 im Pfarrverband St. Leonhard–Kroisbach–Ragnitz als Seelsorger aktiv. Er wohnte zuletzt im Alten- und Pflegeheim der Dienerinnen Christi in Graz-Andritz, jenem Bezirk, in dem er auch geboren worden war.
Weber starb am 23. Mai 2020 im LKH Graz II Standort West.

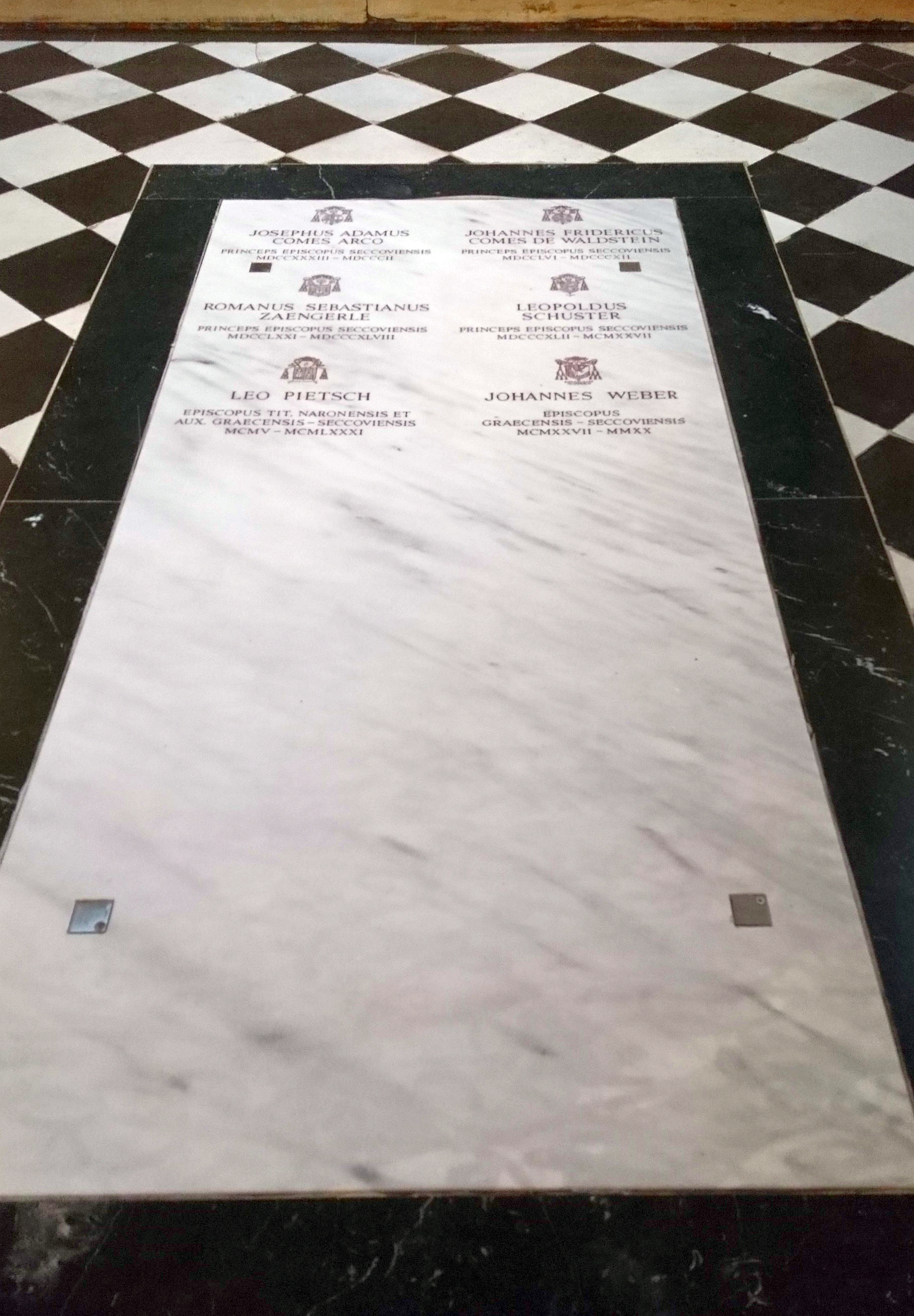
Dom, Graz – Bischofsgruft in der Kreuzkapelle

Bischof Weber war am 2. Juni 2020 im Grazer Dom für den persönlichen Abschied aufgebahrt. Am 3. Juni 2020 feierte Diözesanbischof Wilhelm Krautwaschl gemeinsam mit Kardinal Christoph Schönborn OP, Erzbischof Franz Lackner OFM sowie weiteren Bischöfen, Priestern, Diakonen, Ordensleuten, Vertretern anderer Kirchen und Religionsgemeinschaften in Österreich, Politikern, Freunden und Wegbegleitern das Requiem ebenso im Grazer Dom. Die Einsegnung Webers wurde durch seinen Jugendfreund, Weihekollegen und langjährigen Generalvikar Prälat Leopold Städtler, mit 95 Jahren zu diesem Zeitpunkt der älteste Priester der Diözese Graz-Seckau, geleitet.
Das Requiem und die anschließende Beisetzung Webers in der Bischofsgruft des Domes wurden von  ORF 2 und ORF 3 live übertragen.

## Auszeichnungen (Auszug)
- Ehrenring des Landes Steiermark
- Ehrendoktorat der Karl-Franzens-Universität Graz (1984)
- Ehrenring der Stadt Graz
- Großes Goldenes Ehrenzeichen mit dem Stern für Verdienste um die Republik Österreich
- Großes Goldenes Ehrenzeichen des Landes Steiermark mit dem Stern
- Ehrenring „pro deo et patria“ der katholischen Studentenverbindung K.Ö.H.V. Carolina Graz im ÖCV (1988)
- Ehrensenator der Universität Graz (1994)

## Werke
- Ich bin Optimist. Antworten junger Menschen. Fährmann, Wien 1970.
- Bei den Leuten. Erlebnisse und Gedanken eines Bischofs. 4. Aufl. Styria, Graz u. a. 1994, ISBN 3-222-12191-5.
- Eine gute Nachricht den Armen bringen. Dr.-Karl-Kummer-Institut f. Sozialpolitik u. Sozialreform in Steiermark, Graz 1995.